# Hledá se kuchař
Hledá se kuchař (v anglickém originále Help Wanted) je 1. epizoda 1. série amerického animovaného dětského seriálu Spongebob v kalhotách. Premiéru v Americe měla 1. května 1999 a byla to první odvysílaná epizoda seriálu.

## Postavy
- Jan Maxián jako Spongebob SquarePants
- Tomáš Racek jako Patrik Hvězdice
- Bedřich Šetena jako Pan Evžen Harold Krabs
- Ivo Novák jako Sépiák Chobotnice
- Francouzský vypravěč
- Gary

## Související stránky
- Seznam dílů seriálu Spongebob v kalhotách
- Spongebob v kalhotách